# Vincenzo Manni
Vincenzo Manni (Pistoia, 11 aprile 1646 – 3 gennaio 1706) è stato un poeta e letterato italiano.

## Biografia
Appartiene alla nobile famiglia pistoiese dei conti Manni; nacque infatti a Pistoia il giorno 11 aprile 1646 a Palazzo Manni già Scarfantoni sul Corso, terzo figlio (assieme al gemello Domenico) di Federigo di Giovanni Battista e di donna Eleonora di Matteo Brunozzi, altra importante Casata di Pistoia; studiò al Collegio Ferdinando di Pisa ove si laureò.
Accademico dei Risvegliati, insigne letterato e poeta, nel corso della sua vita scrisse numerosi testi di prosa, poesie, odi e rime sacre; di lui rimangono varie dissertazioni ed orazioni Accademiche, non poche rime sacre ed altre di vario argomento che si conservano nella Biblioteca Nazionale di Firenze già Palatina (cod. 179).
Una sua prosa d'argomento filosofico col titolo Che la virtù della donna è più ammirabile che nell'uomo, si trova a stampa nella raccolta dei componimenti poetici recitati nell'Accademia dei Risvegliati per onorare la presenza degli amici e parenti Duca e Duchessa di Zagarolo (appartenenti alla famiglia Rospigliosi).
Morì improvvisamente il 3 gennaio 1706 e fu sepolto con tutti gli onori nella Basilica di San Francesco di Pistoia nel sepolcreto di famiglia.